# Адиваси

Карта распределения зарегистрированных племен в Индии по штатам и союзным территориям в 2011 году. Ладакх, Мизорам и Лакшадвип имеют высочайшую долю племен в населении (~95 %), в то время как в Пенджабе и Харьяне они не представлены совсем

Адиваси (хинди आदिवासी, Ādivāsīs — «старые (первые) жители», англ. Adivasi) — термин, обозначающий этнические группы или племена, которые считаются аборигенными жителями Индии и сохраняют этническую обособленность, традиционную социальную организацию (в частности, деление на кланы), мифологические и религиозные воззрения и обрядность. Хотя эти группы считаются меньшинствами, совокупно они составляют существенную часть населения Индии (104,2 млн человек или 8.6% населения по данным переписи 2011 года)
Группы, объединяемые термином адиваси, не представляют антропологического, языкового, этнического, социального, политического единства, находятся на разных уровнях социального и культурного развития. Чаще всего это мало модернизированные сообщества, занимающие гомогенную территорию, имеющие черты племенной организации, говорящие на едином племенном языке, верящие в общее происхождение, при этом не включенные в индийскую кастовую систему. Вместе с тем к племенным сообществам в Индии на официальном уровне относятся крупные и сравнительно развитые в культурном и социальном плане народы, например, кхаси и гаро, связанные происхождением с древними цивилизациями долины Брахмапутры.
Антропологи Дж. Г. Хаттон, Г. С. Гурье, Н. К. Басу, Д. Д. Косамби полагают, что культурная традиция индуизма органически связана с племенными культурами. Г. Х. Рисли, Л. С. О’Малли, В. Элвин, К. фон Фюрер-Хаймендорф, напротив, считают, что кастовые индийцы и племенные народы всегда жили обособленно с незначительными и редкими контактами между ними.
Племенные сообщества сконцентрированы в поясе, тянущемся вдоль Гималаев от Ладакха на западе, через Химачал-Прадеш и Уттаракханд до Ассама, Мегхалаи, Трипуры, Аруначал-Прадеша, Мизорама, Манипура и Нагаленда на востоке. В малонаселенных северо-восточных штатах племена, немногочисленные сами по себе, составляют более 90 % населения. Крупные племенные группы проживают в Джарханде, Западной Бенгалии и Ориссе на востоке. До 75 % общего племенного населения Индии обитает в центральных штатах, хотя в целом оно составляет не более 10 % населения этих густонаселенных штатов. Меньшие по численности племенные группы населяют южные штаты Карнатаку, Тамилнад и Кералу, западные Гуджарат и Раджастхан, союзные территории Лакшадвипу, Андаманские и Никобарские островов.
Племена официально признаются индийским правительством в качестве «зарегистрированных племен». В их отношении осуществляется политика «положительной дискриминации», что гарантирует членам этих социальных групп политическое представительство, квоты на доступ к социальным благам и службам и т. д. Вместе с тем, племена часто становятся объектом неофициальной политики «индуизации», особенно в Центральной и Восточной Индии, где сильны позиции индуистского национализма.
Среди адиваси представлены разные хозяйственные уклады. Многие из них занимаются охотой, собирательством, примитивными формами земледелия, кочевым и отгонным скотоводством. Эти сообщества очень чувствительны к разрушению природной среды, что происходит как из-за реализации крупных инфраструктурных проектов в рамках модернизации Индии, так и из-за сведения лесов для нужд традиционного экстенсивного сельского хозяйства. Вместе с тем, некоторые племенные сообщества, особенно в Северо-Восточной Индии, заняты в интенсивном сельском хозяйстве, преимущественно террасном ирригационном земледелии, ремеслах, и других видах производительного труда.

## Фотографии
Фотографии этнических групп адиваси

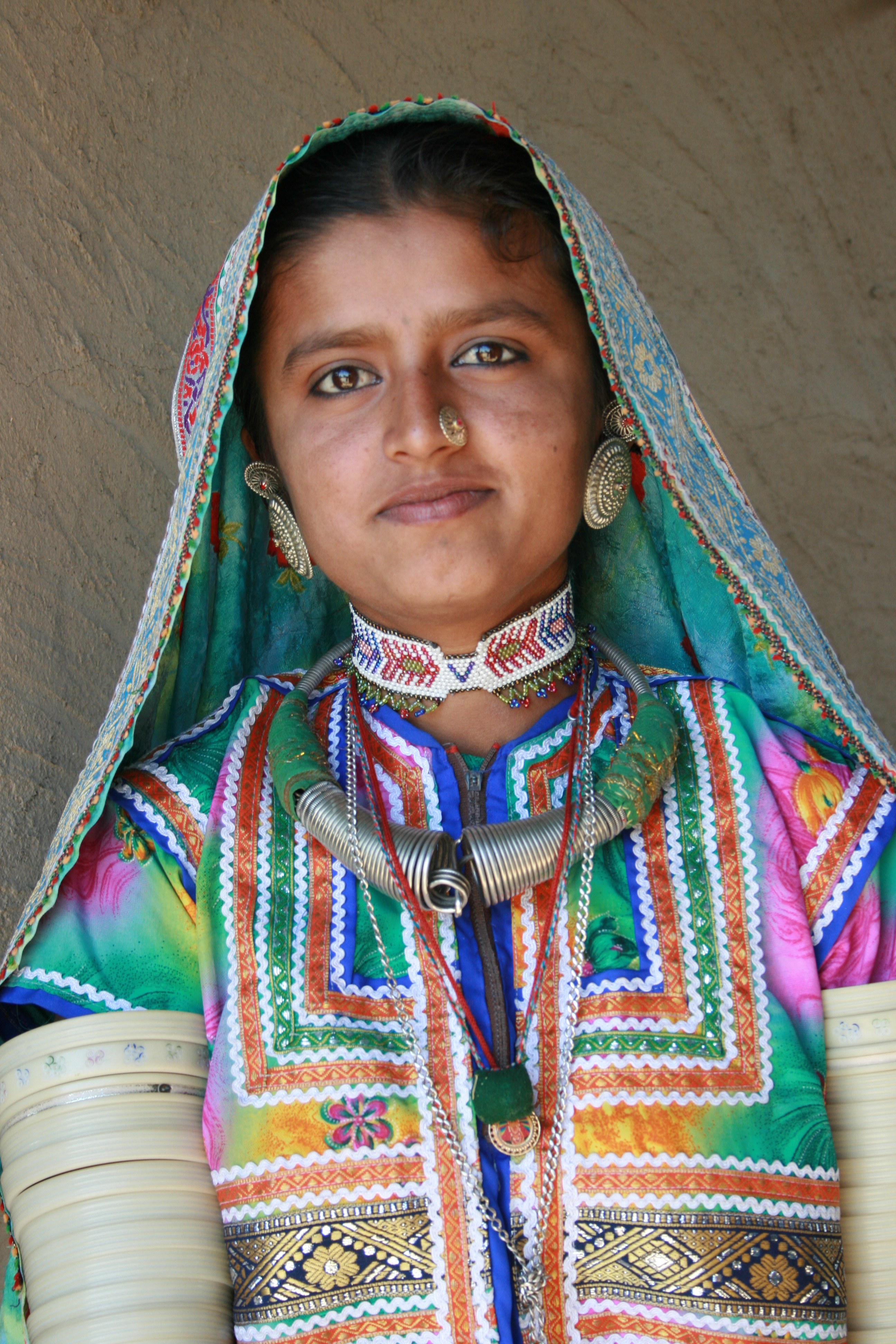
Банни
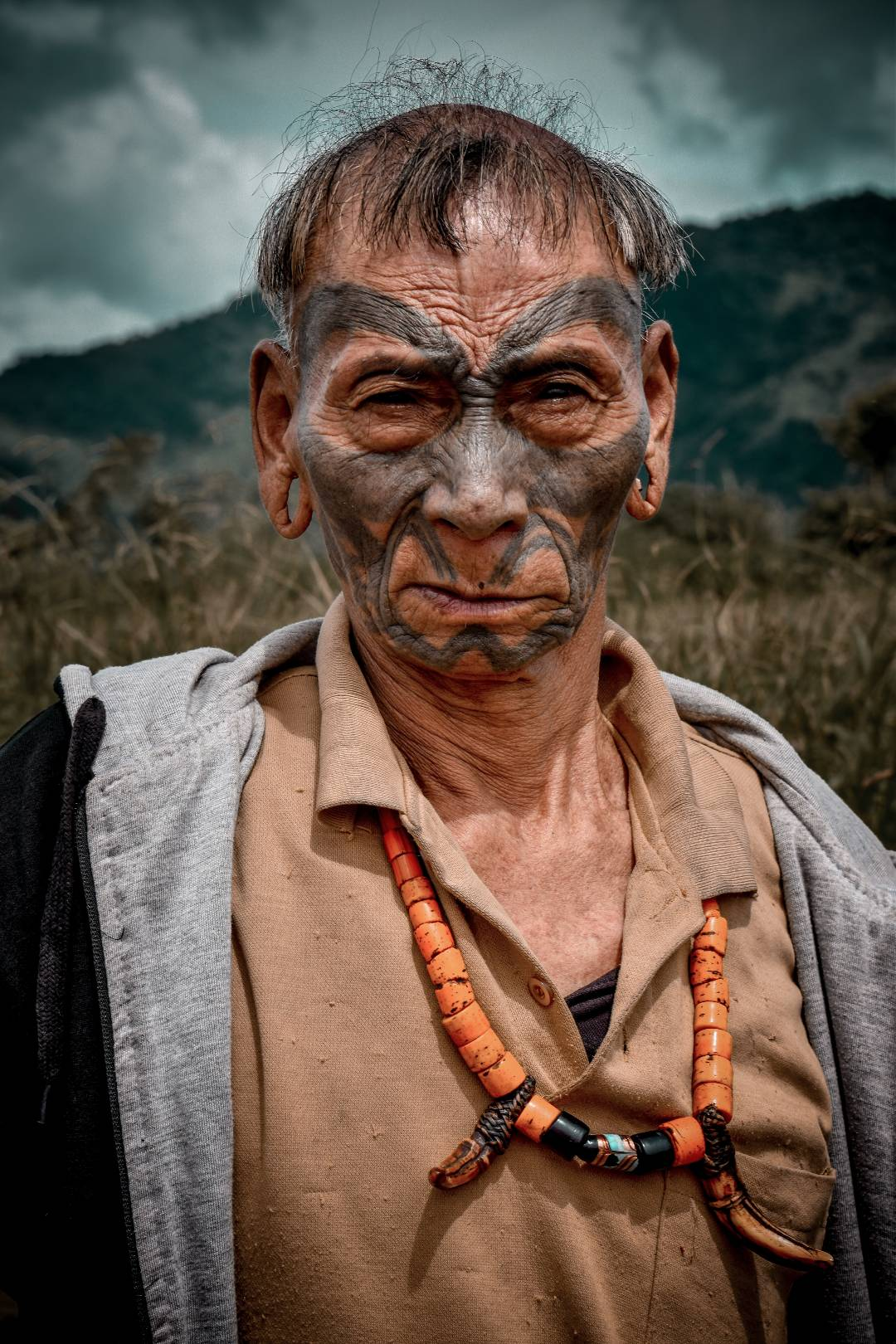
Нага
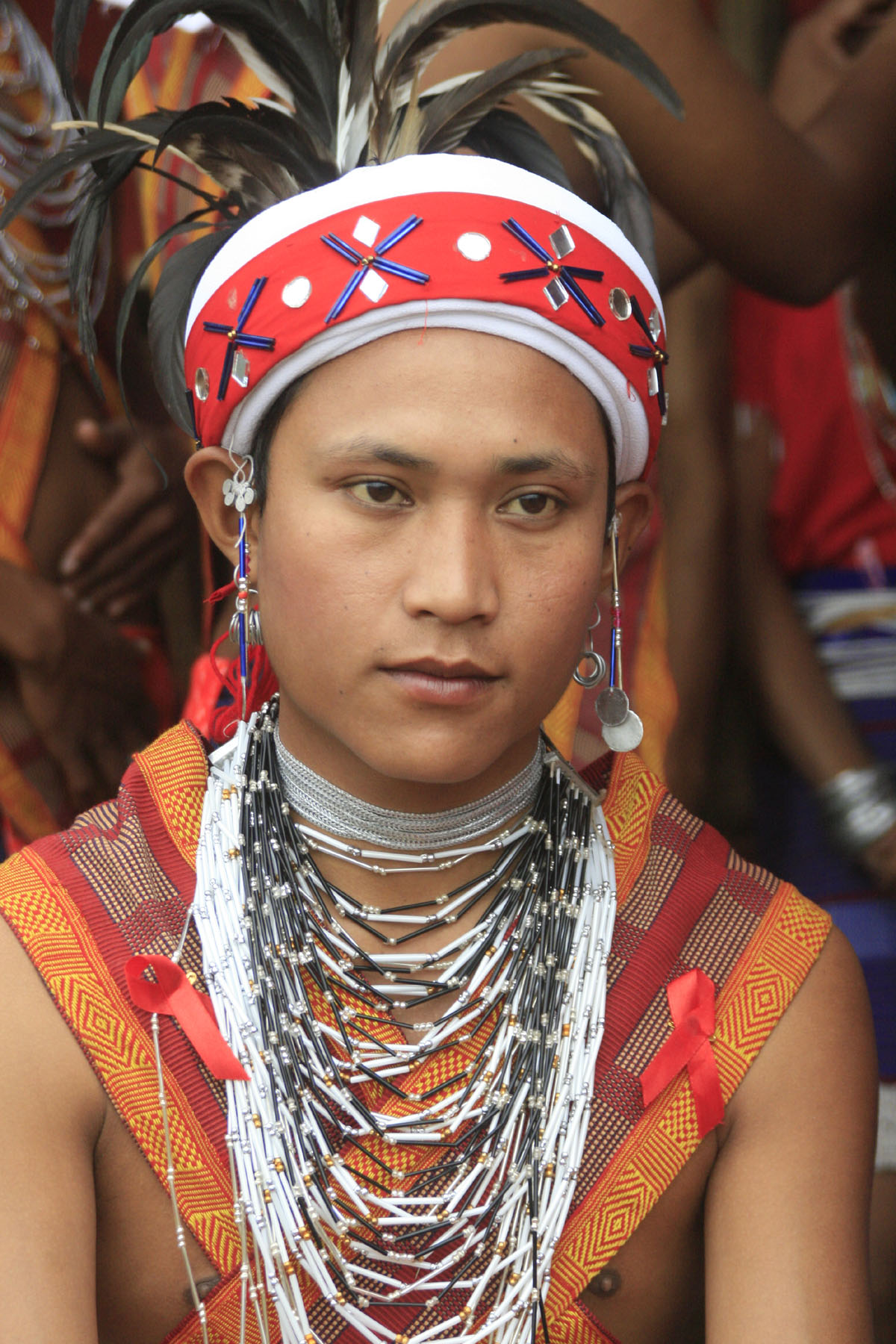
Гаро